# Abbaye de Koenigsbrück
L'abbaye de Koenigsbrück (ou Königsbrück) est une ancienne abbaye cistercienne fondée au XIIe siècle qui a disparu à la Révolution française. Le hameau éponyme proche de l'abbaye a été rattaché à la commune de Leutenheim dans le Bas-Rhin en 1790.

## Situation et toponymie
L'abbaye de Koenigsbrück est située, comme le nom l'indique (Königsbrück signifie « Pont du roi » en français), à proximité immédiate d'un pont permettant de franchir la Sauer, à la limite orientale de la forêt de Haguenau. L'emplacement de l'abbaye, comme des deux tiers des abbayes cisterciennes féminines, est à proximité immédiate d'une route importante, en l'occurrence la route romaine reliant Brumath à Seltz.

## Histoire

### Occupation à l'âge de bronze
Les recherches archéologique récentes montrent que le site était occupé à l'âge du bronze. Ont été en particulier retrouvées à Königsbrück des tumulus et sépultures contenant entre autres des fibules, des anneaux de jambes et des jambières,.

### Fondation
L'abbaye est fondée vers 1150. Elle reçoit des dons importants de Frédéric Barberousse, mais aussi du duc de Bavière Henri II. Comme la totalité des abbayes cisterciennes alsaciennes, celle de Koenigsbrück est située dans la filiation de Morimond.
La légende affirme que c'est à la suite de la prédication de Bernard de Clairvaux en Alsace et dans la vallée du Rhin qu'un abbaye se serait élevée à Koenigsbrück, selon une prophétie qu'il aurait faite. Les historiens modernes remettent ce récit en cause et supposent une communauté de femmes développée spontanément, puis rattachée dans un second temps à l'ordre cistercien.

### Moyen Âge
En 1187, Frédéric Barberousse signe une charte confirmant à l'abbaye de Koenigsbrück ses possessions. Une première phase de prospérité de l'abbaye se situe aux XIIe et XIIIe siècles.
En 1291, les religieuses ayant pris des libertés avec la règle, et en particulier étant désobéissantes envers le père abbé visiteur, le chapitre général les rappelle vivement à l'ordre, sous peine d'excommunication. Aux temps florissants, l'abbaye abrite une quarantaine de personnes, religieuses de chœur et converses. Entre 1476 et 1489, alors qu'Élisabeth de Stauffenberg est abbesse l'Admonter Totenrolle (« rouleau des mortes ») montre qu'en quatorze ans sont mortes à l'abbaye huit moniales, quatre converses et six « écolières » (postulantes et novices).
La communauté monastique de Koenigsbrück développe également l'art. Le codex de Koenigsbrück comporte entre autres une miniature représentant la Crucifixion. C'est une œuvre réalisée en 1492 par la chantre Madeleine de Wickersheim, dans le style de l'Andachtsbild, et utilisée dans le cadre liturgique du Carême de cette année-là, en particulier en vue d'inclure dans la Liturgie des Heures les personnes ne connaissant pas le latin,.

### Renaissance et absolutisme
Durant les XVIe et XVIIe siècles, l'abbaye est victime de nombreuses exactions menées au cours des révoltes et guerres. En 1525, durant la Révolte des paysans, l'abbatiale est profanée puis incendiée. Il en coûte à la communauté environ trois cents florins de dépenses pour se rééquiper en mobilier ou en bétail. En 1620, c'est la guerre de Trente Ans qui vaut au monastère d'être incendié et détruit. Il reste à l'état de ruine durant cinquante ans, avant d'être rebâti en 1671. Mais, inquiètes des mouvements de troupes durant les guerres de Louis XIV en 1673, les religieuses se réfugient à Haguenau,.
Le rattachement de l'Alsace à la France en 1697 place l’abbaye en territoire français. Mais elle met également les religieuses en concurrence avec l'administration royale, qui leur conteste en particulier leurs droits sur la forêt. En 1698, l'administration royale effectue ainsi une vente publique d'un bois appartenant aux religieuses. Par ailleurs, l'abbaye n'ayant pas eu à souffrir du concordat de Bologne en 1516, les abbesses y étaient régulières et non commendataires ; mais le roi cherche à prendre possession du monastère et à s'immiscer dans le choix de l'abbesse. En 1693, Cordula Sebold fait enregistrer les lettres patentes de prise de possession de l'abbaye. Celles-ci précisent que les moniales peuvent élire trois candidates à l'abbatiat, parmi lesquelles le roi choisira. Toutefois, dès 1700 le système abbatial régulier est rétabli.
Au cours du XVIIIe siècle, l'église est rebâtie sous la houlette de l'architecte Peter Thumb. Elle est dotée d'un orgue Silbermann, construit en 1732 par André, qui vient remplacer un instrument plus ancien, non daté mais antérieur à 1727.
En 1744, pendant la guerre de Succession d'Autriche, l'abbaye est occupée par les Pandoures à la solde des armées autrichiennes, en route depuis Wissembourg vers Haguenau. L'abbaye est soumise à une rançon de guerre de sept mille pains d'une livre, ainsi que de 14 000 florins. Mais les occupants ne se contentent pas de cette rançon, tuant le porcher de la communauté, détruisant les ponts sur la Sauer et contaminant les troupeaux avec leurs attelages malades.

### Fin de l'abbaye

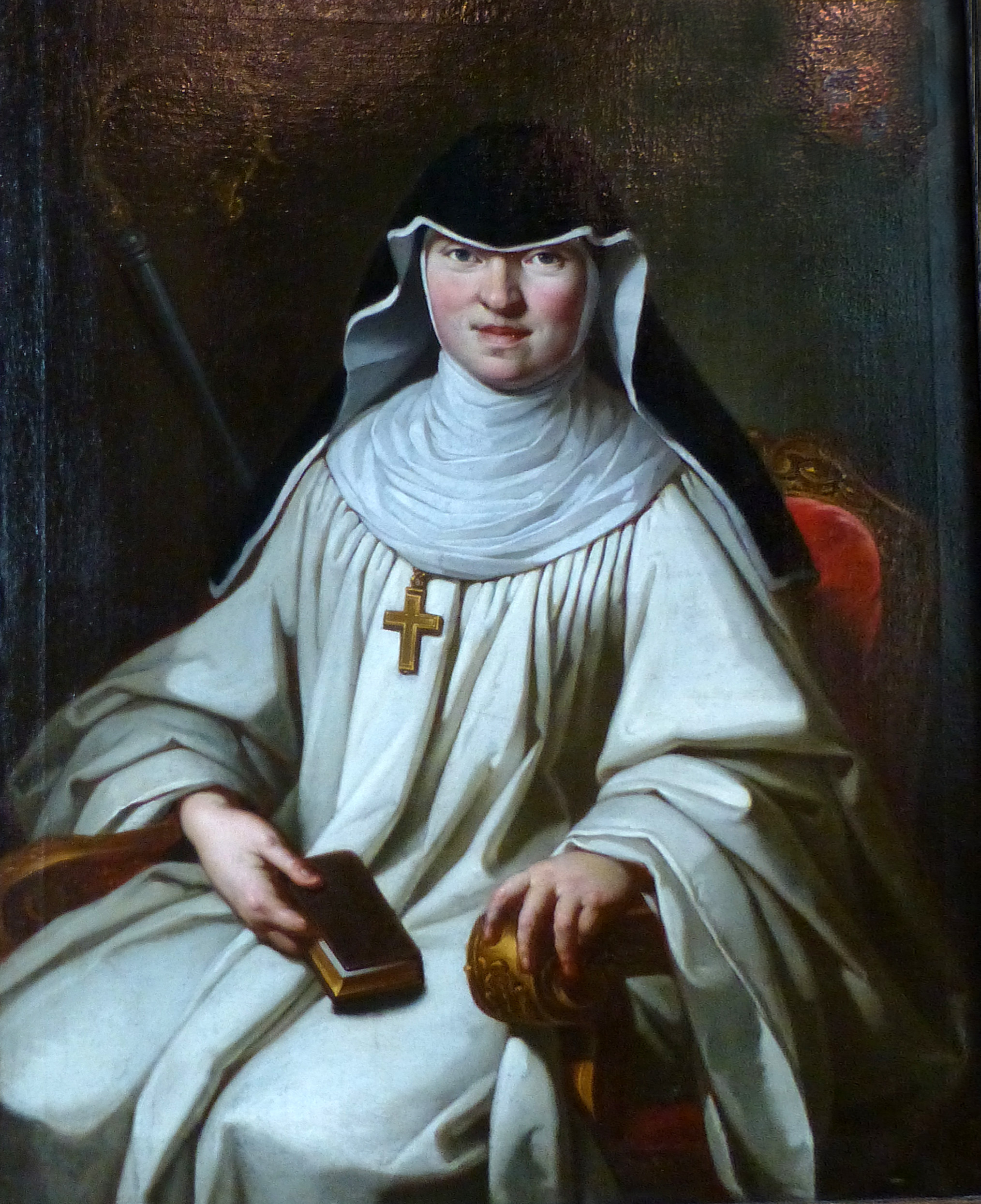
Portrait de sœur Marie Edmonde (1772), dernière abbesse de l'abbaye détruite en 1792, conservé au Musée historique de Haguenau.

À la Révolution, l'abbaye est vendue comme bien national en 1793 à Valentin Becker, marchand de vin de Roppenheim, qui l'utilise comme carrière de pierres et la vend par morceaux jusqu'aux fondations. Une statue de la Vierge est emportée à Leutenheim, et l'église Sainte-Croix de Rountzenheim cherche par deux fois à racheter l'orgue Silbermann, sans succès. L'instrument est expertisé le 6 août 1793, mais le 24 du même mois, le mobilier est stocké à Fort-Louis. Les religieuses trouvent refuge à l'abbaye de Lichtenthal, en Allemagne, en emportant les archives de l'abbaye.
Au XXIe siècle, le seul souvenir de l'abbaye est matérialisé par le nom du restaurant qui y a été créé, l'Auberge du Vieux Couvent.

## Architecture

### Communs
Un moulin à eau à trois roues utilisait un bief de la Sauer pour moudre les grains et presser de l'huile. Le monastère disposait également d'une scierie.
L'accueil était une règle pour les monastères cisterciens. Ainsi, Koenigsbrück possédait six chambres d’hôtes à destination des pèlerins, des hôtes de passage laïcs ou religieux, des pauvres ou des malades ; ceux-ci doivent recevoir l’équivalent de trois prébendes servies aux religieuses. L'usage est en outre de distribuer un jour par semaine des aumônes aux mendiants aux portes de l'abbaye.

### Église abbatiale
L'église médiévale est déjà entièrement détruite dès le XVIe siècle. Un acte établi en 1527 par Conrad Wickram, évêque auxiliaire de Strasbourg, permet de savoir que l'église était dotée de reliques attribuées à Paul, Mathias, Barthélemy, Benoît, Nicolas, Martin, Barbe, Agathe, Agnès et sans doute d'autres.

### Les orgues successifs de l'abbatiale
L'orgue antérieur à 1727 est de composition inconnue. Seul l'orgue Silbermann est détaillé :
| Composition de l'orgue Silbermann de 1732 |
| ----------------------------------------- |
| Bourdon 8'                                |
| Prestant 4'                               |
| Flûte 4'                                  |
| Nasard 2'2/3                              |
| Doublette 2'                              |
| Tierce 1'3/5                              |
| Cornet 5 rgs (D)                          |
| Fourniture 3 rgs                          |

### Mobilier religieux existant qui proviendrait de l'abbaye détruite

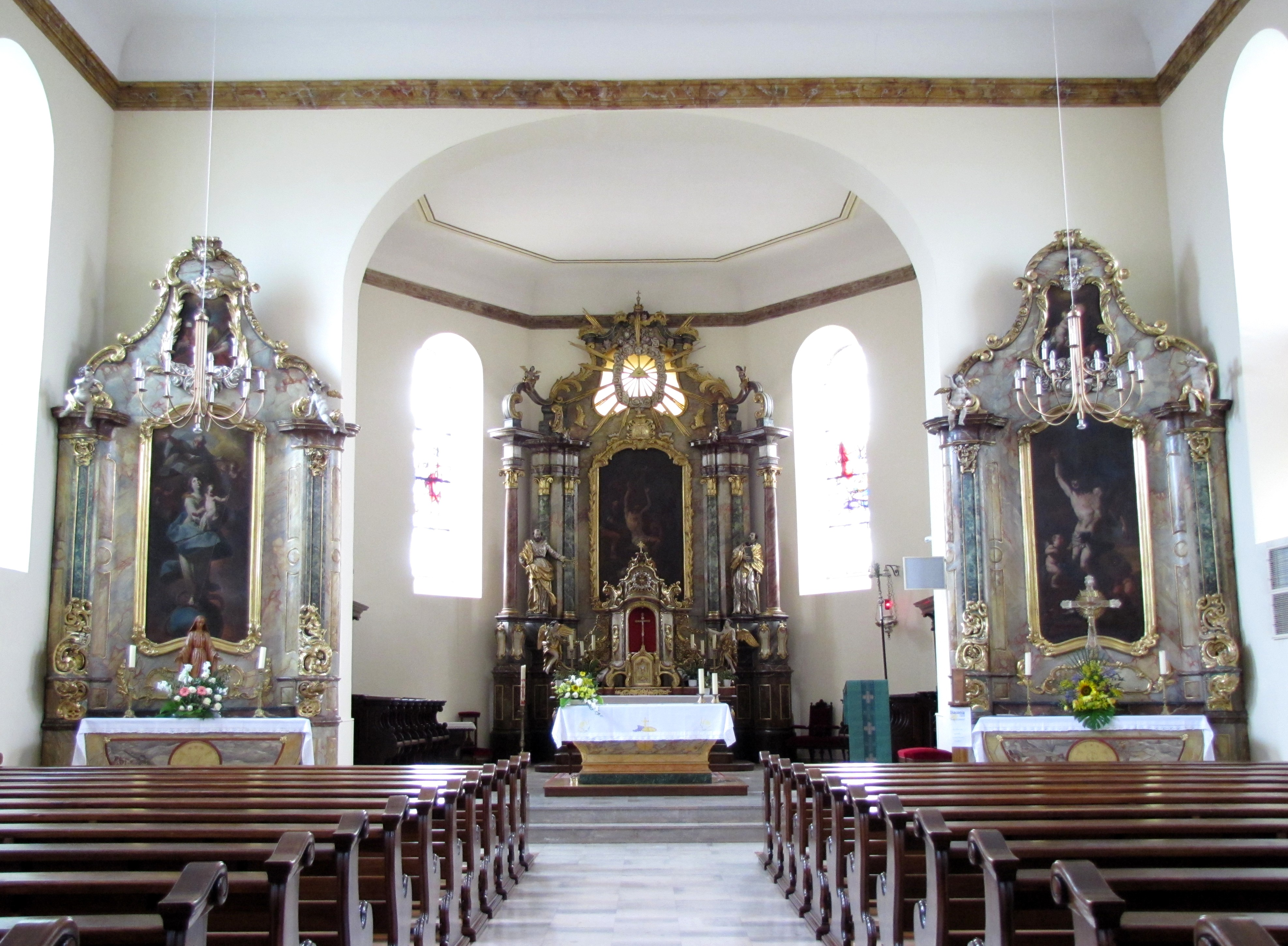
Maître-autel et autels secondaires, église Saint-Barthélemy de Rœschwoog
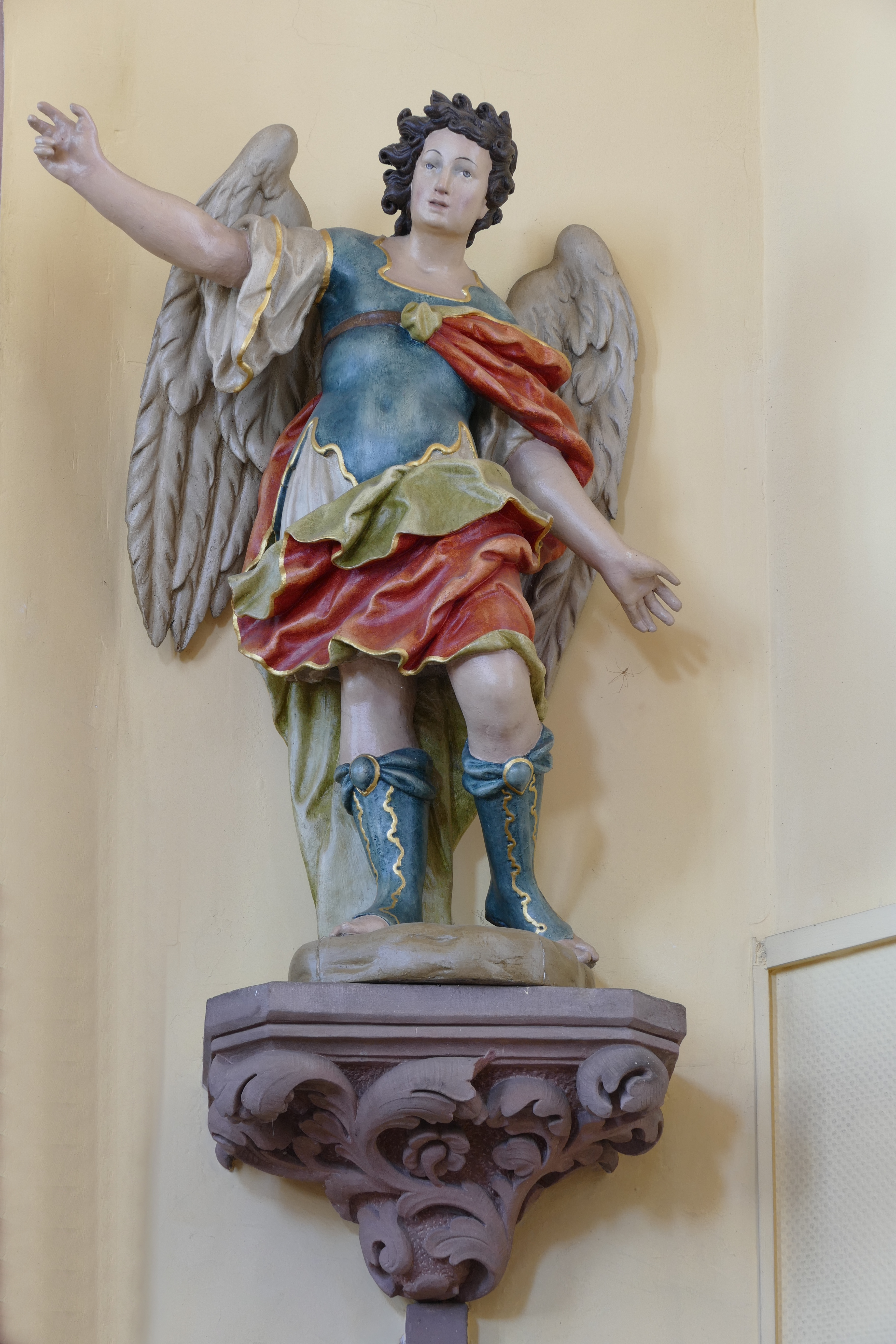
Statue d'archange (XVIIIe), église Saint-Joseph de Leiterswiller

## Historiographie
En 2008, l'abbaye de Koenigsbrück fait l'objet d'un dossier pédagogique à destination des classes de cinquième élaboré par le Conseil départemental du Bas-Rhin et qui s'intitule « L’écran, l’écrin, le joyau ». Cet ensemble de fiches pédagogique se veut précurseur, à un triple titre : celui de l'étude de monastères féminins, encore peu étudiés dans les manuels scolaires, premier dossier pédagogique à faire l'objet d'une édition dans le Bas-Rhin, enfin recherche de la pluridisciplinarité : histoire, religion, arts et langues.